# 放蕩者達の絆
『放蕩者達の絆』（原題：The Prodigal Stranger）は、イギリスのプログレッシブ・ロック・バンド、プロコル・ハルムが1991年に発表した通算10作目、再結成後としては初のスタジオ・アルバム。14年ぶりの新作に当たる。

## 背景
オリジナル・ドラマーのB.J.ウィルソンはオーバードースにより健康状態が悪化しており、ゲイリー・ブルッカーは、バンドの再結成の見通しがあればウィルソンの状態も良くなるかもしれないと考えてウィルソンに新曲のデモ・テープを送るが、ウィルソンは1990年に死去した。その後ブルッカーは、旧メンバーのうちキース・リード、マシュー・フィッシャー、ロビン・トロワーを迎えて本作の制作に入る。また、ビッグ・カントリーのドラマーとして知られるマーク・ブレゼジッキー、ロビン・トロワー・バンドのベーシストとして活動していたデイヴ・ブロンズもレコーディングに参加し、両名は本作完成後のツアーにも参加した。なお、トロワーは短期間でバンドを再脱退し、ツアーではティム・レンウィックがギターを担当した。
「マン・ウィズ・ア・ミッション」は、完成バージョンでは間奏でピアノが使用されているが、日本盤ボーナス・トラックとして追加されたオルタナティブ・バージョンには、ピアノの代わりにギター・ソロが収録されている。

## 反響・評価
アメリカでは総合アルバム・チャートのBillboard 200入りを果たせなかったが、収録曲「オール・アワ・ドリームス・アー・ソールド」は『ビルボード』のメインストリーム・ロック・チャートで29位を記録した。
ジェイムズ・A・ガードナーはオールミュージックにおいて5点満点中2.5点を付け「ブルッカー、フィッシャー、トロワーのトリオは、演奏面で火花を散らしている場面がそれほど多くない」「ハモンドオルガンの代わりにシンセサイザーが多用されていることもあり、まるで有能なAORグループのように聴こえることが多い」と評している。また、Dave Dimartinoは『エンターテインメント・ウィークリー』誌のレビューでB+を付け「時折オーヴァー・プロデュースなこともあるが、シンガーのゲイリー・ブルッカーのパワフルでソウルフルな声は、いつでも際立っている」と評している。

## 収録曲
全曲とも作詞はキース・リードによる。
1. トルース・ウォント・フェイド・アウェイ "The Truth Won't Fade Away" – 4:19
  - 作曲：ゲイリー・ブルッカー、マシュー・フィッシャー
2. ホールディング・オン "Holding On" – 4:18
  - 作曲：ゲイリー・ブルッカー
3. マン・ウィズ・ア・ミッション "Man with a Mission" – 4:10
  - 作曲：ゲイリー・ブルッカー、マット・ノウブル
4. ターン・バック・ザ・ページ "(You Can't) Turn Back the Page" – 4:00
  - 作曲：ゲイリー・ブルッカー、マット・ノウブル
5. ワン・モア・タイム "One More Time" – 3:43
  - 作曲：ゲイリー・ブルッカー、マシュー・フィッシャー
6. ドリーム・イン・エブリ・ホーム "A Dream in Ev'ry Home" – 4:04
  - 作曲：ゲイリー・ブルッカー、マシュー・フィッシャー
7. ロックス・ザ・クレイドル "The Hand That Rocks the Cradle" – 4:07
  - 作曲：ゲイリー・ブルッカー、クリス・トンプソン
8. キング・オブ・ハーツ "The King of Hearts" – 4:23
  - 作曲：ゲイリー・ブルッカー、マット・ノウブル
9. オール・アワ・ドリームス・アー・ソールド "All Our Dreams Are Sold" – 5:31
  - 作曲：ゲイリー・ブルッカー、ロビン・トロワー
10. パーペチュアル・モーション "Perpetual Motion" – 4:48
  - 作曲：ゲイリー・ブルッカー、マット・ノウブル
11. ラーン・トゥ・フライ "Learn to Fly" – 4:26
  - 作曲：ゲイリー・ブルッカー、マシュー・フィッシャー
12. 幸福の追求 "The Pursuit of Happiness" – 4:02
  - 作曲：ゲイリー・ブルッカー、マット・ノウブル

### 日本盤CDボーナス・トラック
1. マン・ウィズ・ア・ミッション（オルタナティブ・バージョン） "Man with a Mission (Alternative Version)" – 4:09
  - 作曲：ゲイリー・ブルッカー、マット・ノウブル

## 参加ミュージシャン
- ゲイリー・ブルッカー - ボーカル、ピアノ
- マシュー・フィッシャー - ハモンドオルガン
- ロビン・トロワー - リードギター
- キース・リード - 作詞

アディショナル・ミュージシャン
- ジェリー・スティーヴンソン - マンドリン、ギター
- デイヴ・ブロンズ - ベース
- マーク・ブレゼジッキー - ドラムス
- ヘンリー・スピネッティ - ドラムス(on #1)
- スティーヴ・ランジ - バッキング・ボーカル(on #2)
- マギー・ライダー - バッキング・ボーカル(on #2)
- ミリアム・ストックリー - バッキング・ボーカル(on #2)